# Правило Уолша
Правило Уолша (англ. Walsh's rule) — правило про залежність між формою молекули певного структурного класу та числом валентних електронів у ній. Зокрема формулюється так — молекула приймає структуру, що найкраще стабілізує її найвищу зайняту молекулярну орбіталь. Якщо НЗМО не збурюється при даних структурних змінах, то наступна зайнята молекулярна орбіталь, що прилягає до НЗМО, визначає геометричні особливості частинки.